# 第121次IOC総会

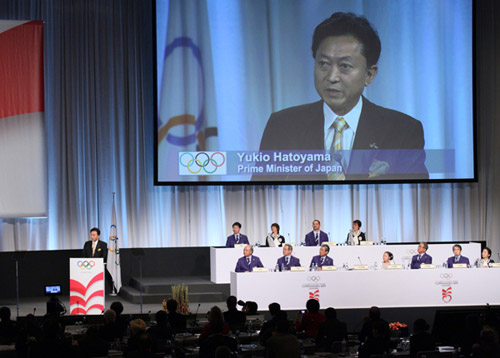
第121次IOC総会の様子。東京の最終プレゼンテーションには鳩山由紀夫内閣総理大臣が登壇した。

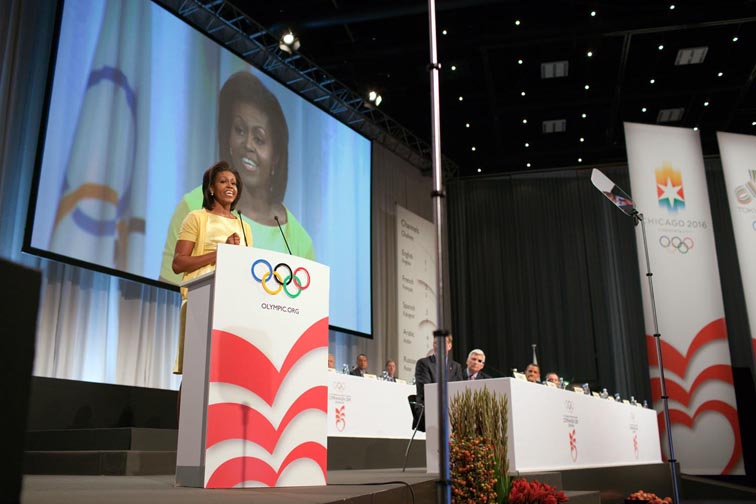
シカゴの最終プレゼンテーションにはバラク・オバマ大統領とミシェル・オバマ夫人も登壇した。

第121次IOC総会は、2009年10月1日から10月9日までコペンハーゲン（デンマーク）にあるベラ・センターで開かれた国際オリンピック委員会総会である。この総会では2016年夏季オリンピックの開催地を決める投票やオリンピック実施競技の追加が行われた。また、総会と並行して、約10年に一度開かれるオリンピックコングレスも開催され、世界のスポーツ関係団体や国際機関、各国政府などを招いてオリンピックの将来構想などが話し合われた。
第118次IOC総会（2006年2月8日のトリノ）において、コペンハーゲンが第121次IOC総会及び理事会、第13回オリンピックコングレスの開催地に選ばれた。他の候補都市はアテネ（ギリシャ）、釜山（韓国）、カイロ（エジプト）、リガ（ラトビア）、シンガポール、台北（台湾）だった。

## 日程
- 第1部 （10月1日〜2日）

オペラハウスで総会の開会式が行われた。10月2日、2016年夏季オリンピックの開催地を決める投票が行われ、立候補していたシカゴ、東京、リオデジャネイロ、マドリードの順に4都市が最終プレゼンテーションを行い、IOC委員による投票を経て、デンマーク時間18:30頃にジャック・ロゲ会長が開催地を発表した。
- オリンピックコングレス （10月3日〜5日）

第12回オリンピックコングレス（パリ）から15年ぶりにオリンピックコングレスが開かれ、IOCの他、各国際競技連盟や各国オリンピック委員会、その他スポーツ機関、政府関係者、メディアなど幅広い要人らが集まってオリンピックやスポーツの将来構想、社会貢献などを話し合った。
- 第2部 （10月7日〜9日）

IOCの会長選挙や副会長などの選出選挙が行われ、会長選挙は対立候補がなかったため、ジャック・ロゲ会長が信任投票で再選を果たした。
IOC委員の投票で多数の支持を得たゴルフとラグビーが実施競技に認められ、2016年夏季オリンピックはリオデジャネイロで行われることが決まった。

## 2016年五輪開催地決定投票
2016年夏季オリンピックにはプラハ・バクー・東京・マドリード・ドーハ・シカゴ・リオデジャネイロの7都市が立候補したが、2008年のIOC理事会でシカゴ・東京・リオデジャネイロ・マドリードの4都市に絞られた。2009年10月2日、2016年夏季オリンピックの開催地を決める投票が行われ、当初有力候補と目されていたシカゴが最初に落選、2回目の投票で東京も落選し、最終投票でマドリードを破ったリオデジャネイロが開催地に決定した。
| 2016年夏季オリンピック開催地決定投票 — 投票結果 | 2016年夏季オリンピック開催地決定投票 — 投票結果 | 2016年夏季オリンピック開催地決定投票 — 投票結果                                             | 2016年夏季オリンピック開催地決定投票 — 投票結果                                             | 2016年夏季オリンピック開催地決定投票 — 投票結果                                             |
| 都市 | 国 (NOC) | 1回目                                                                                       | 2回目                                                                                       | 3回目                                                                                       |
| --- | --- | ------------------------------------------------------------------------------------------- | ------------------------------------------------------------------------------------------- | ------------------------------------------------------------------------------------------- |
| リオデジャネイロ | ブラジル (BRA) | 26 (27.66%)                                                                                 | 46 (48.42%)                                                                                 | 66 (67.35%)                                                                                 |
| マドリード | スペイン (ESP) | 28 (29.79%)                                                                                 | 29 (30.53%)                                                                                 | 32 (32.65%)                                                                                 |
| 東京 | 日本 (JPN) | 22 (23.40%)                                                                                 | 20 (21.05%)                                                                                 | —                                                                                           |
| シカゴ | アメリカ合衆国 (USA) | 18 (19.15%)                                                                                 | —                                                                                           | —                                                                                           |
| 第121次IOC総会 | 開票結果 | 1回目                                                                                       | 2回目                                                                                       | 3回目                                                                                       |
| コペンハーゲン - デンマーク | 有権者数 | 95                                                                                          | 97                                                                                          | 99                                                                                          |
| コペンハーゲン - デンマーク | 投票総数 | 94                                                                                          | 96                                                                                          | 98                                                                                          |
| コペンハーゲン - デンマーク | 無効票 | 0                                                                                           | 1                                                                                           | 0                                                                                           |
| コペンハーゲン - デンマーク | 有効投票数 | 94                                                                                          | 95                                                                                          | 98                                                                                          |
| 投票権を持たない委員 | |                                                                                             |                                                                                             |                                                                                             |
| 立候補都市を抱える国の委員 | 立候補都市を抱える国の委員 | 他の委員                                                                                    | 他の委員                                                                                    | 他の委員                                                                                    |
| アニタ・デフランツ · ジェームズ・イーストン · 猪谷千春 · 岡野俊一郎 · ジョー・アベランジェ · カルロス・ヌズマン · フアン・アントニオ・サマランチ・ジュニア | アニタ・デフランツ · ジェームズ・イーストン · 猪谷千春 · 岡野俊一郎 · ジョー・アベランジェ · カルロス・ヌズマン · フアン・アントニオ・サマランチ・ジュニア | ジャック・ロゲ (会長) · 李健煕 (資格停止) · アルファ・ディアロ (欠席) · サク・コイブ (欠席) | ジャック・ロゲ (会長) · 李健煕 (資格停止) · アルファ・ディアロ (欠席) · サク・コイブ (欠席) | ジャック・ロゲ (会長) · 李健煕 (資格停止) · アルファ・ディアロ (欠席) · サク・コイブ (欠席) |